# Shuanghuan S-RV
Der Shuanghuan S-RV oder auch Laibao S-RV ist ein SUV der chinesischen Automobilmarke Shuanghuan und wurde seit 2007 als offizieller Nachfolger des Nutzfahrzeugmodells Rabo S-RV produziert.

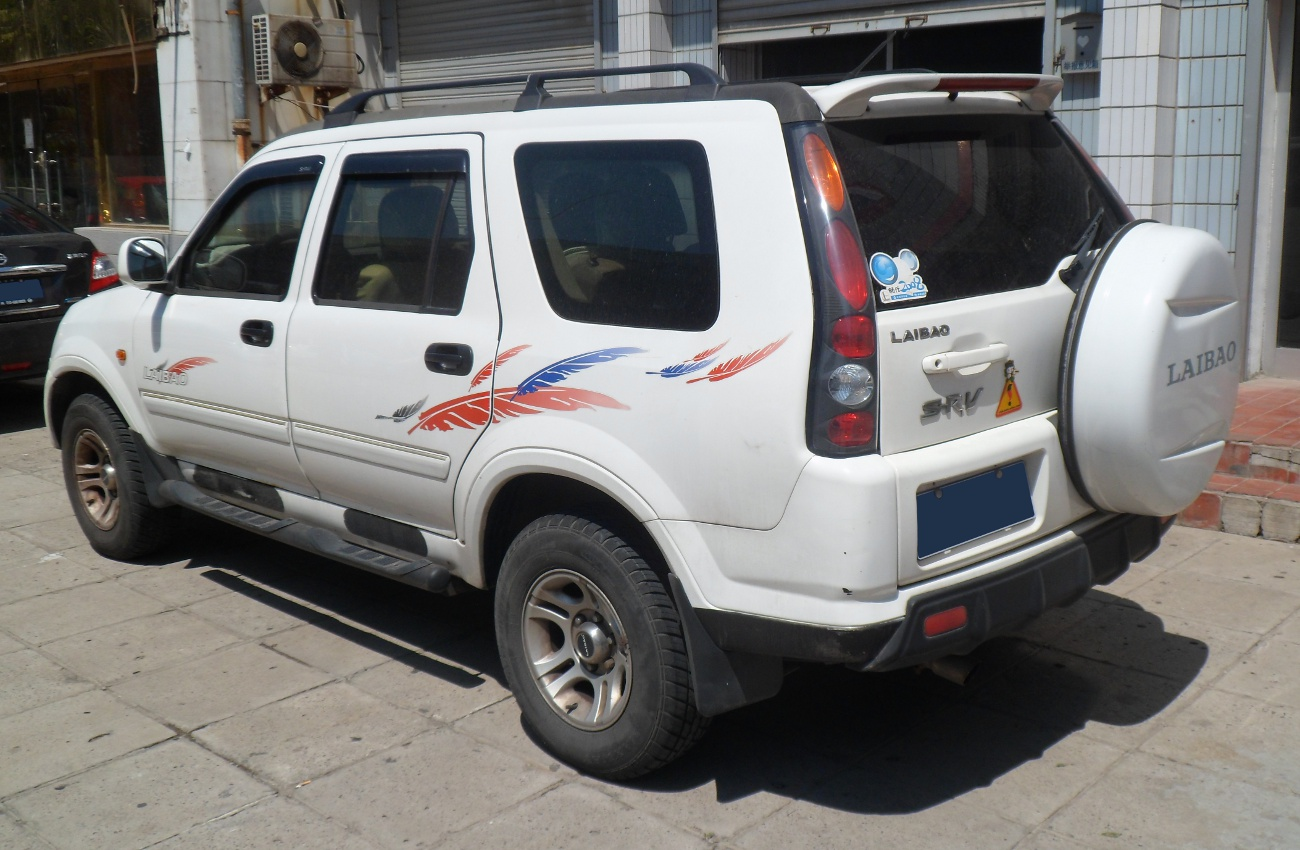
Die Heckansicht eines S-RV.

Während der Vorgänger in der Frontgestaltung sehr dem Honda CR-V ähnelte, bekam das neue Modell ein neues Gesicht. Im Gegensatz zum Vorgänger war das neue Fahrzeug nur als SUV für bis zu fünf Personen konzipiert. Eine Umbaumöglichkeit zum Nutzfahrzeug oder einer Panel-Van-Ausführung war vom Hersteller nicht vorgesehen. Um das Modell trotzdem für die Kunden interessant zu machen, wurden zwei Karosserieversionen angeboten. So standen eine Standardversion mit 4600 × 1770 × 1720 mm und eine Langversion mit 4900 × 1800 × 1720 mm zur Wahl. Der Tankinhalt beider Versionen beträgt 60 Liter. In der Kurzversion wird der S-RV mit einem 92-kW-Ottomotor des Types 4G64S4M von Mitsubishi Motors ausgerüstet. Er hat einen Hubraum von 2351 cm³ und wird ausschließlich als 4WD angeboten. Die Langversion wird zwar auch mit dem gleichen Motor angeboten, jedoch mit einem geringeren Hubraum von 1997 cm³ einer Leistung von 82 kW. Dieses Modell gab es nur mit Hinterradantrieb. Auch die zweite Langversion mit dem Motor des Typs JM491Q-ME von Toyota Motor Corporation wurde lediglich mit Hinterradantrieb produziert. Er ist zugleich das Einsteigermodell und bietet mit einem Hubraum von 2237 cm³ eine Leistung von 76 kW. Alle Motoren entsprechen der Euro-III-Abgasnorm.
Zur Standardausstattung gehörten eine dritte Bremsleuchte, MABS, ein Panasonic-Audio-System, Navigationssystem, ein Entertainment-Paket mit zwei LCD-Monitoren in den Kopfstützen für die hintere Sitzreihe, Aluräder, ein Reifendruckkontrollsystem, manuelle Klimaanlage, ESP, höhen- und positionsverstellbare Ledersitze vorne und hinten, Zentralverriegelung mit Fernbedienung, Scheibenenteisungssystem, elektrische Fensterheber vorne und hinten, elektronisch anklappbare Außenrückspiegel, UV-Schutzglas, Nebelleuchten, Mahagoni-Innenausstattung und ein Reserverad. Zusätzlich konnten ein Sonnendach und/oder ein Bremskraftverstärker zusätzlich bestellt werden.
Die Verarbeitungsqualität der Wagen wurde mitunter als weit unter dem gewohnten europäischen Standard bewertet.